# José García Villas
José García Villas CM (* 30. Januar 1910 in Santa Lecina; † 10. August 1965 in San Pedro Sula, Honduras) war ein spanischer römisch-katholischer Ordensgeistlicher und Bischof von San Pedro Sula.

## Leben
José García Villas trat der Ordensgemeinschaft der Lazaristen bei und empfing am 11. März 1933 das Sakrament der Priesterweihe.
Am 6. Juli 1963 ernannte ihn Papst Paul VI. zum Bischof von San Pedro Sula. Papst Paul VI. spendete ihm am 20. Oktober desselben Jahres im Petersdom die Bischofsweihe; Mitkonsekratoren waren der Sekretär der Kongregation für die Evangelisierung der Völker, Kurienerzbischof Pietro Sigismondi, und der Apostolische Delegat für Zentral- und Westafrika, Kurienerzbischof Sergio Pignedoli. García Villas nahm an der zweiten und dritten Sitzungsperiode des Zweiten Vatikanischen Konzils teil.